# Gösta Göthlin
Gustaf Valdemar (Gösta) Göthlin, född 27 juni 1877 i Norra Råda församling, Värmlands län, död 12 februari 1966 i Örgryte församling i Göteborg, var en svensk läkare. 
Gösta Göthlin var son till överläkare Gustaf Göthlin och Hedvig Geijer. Göthlin blev medicine kandidat 1900 i Uppsala, medicine licentiat i Stockholm vid Karolinska institutet 1905, prosektor vid Sahlgrenska sjukhuset i Göteborg och föreståndare för stadens bakteriologiska laboratorium 1906–1910, sundhetsinspektör i Göteborg 1910 och grundare av därvarande bostadsinspektion och dispensär samt förste stadsläkare. 
Han var ledamot av Kommittén angående bostadssociala minimifordringar och flera andra kommissioner och sällskap samt författare till avhandlingar inom patologi, bakteriologi, hygien och socialhygien.
Göthlin tillhörde i Göteborg det så kallade Lördagslaget, som samlades om lördagarna bland annat för att dryfta politiska frågor. Sällskapet räknade även bland andra Henrik Almstrand, Leonard Jägerskiöld, Ernst Hagelin, Otto Sylwan, Ludvig Stavenow, Erik Björkman, Evald Lidén, Otto Lagercrantz, Axel Nilsson, Erland Nordenskiöld, Axel Romdahl, Albert Lilienberg och Peter Lamberg.
Från 1906 var han gift med Lily Friedländer (1873–1925), dotter till grosshandlaren Herman Friedländer och Betlina Levison, och från 1929 med Ingrid Wallberg-Göthlin (1890–1965). Han är gravsatt på Örgryte gamla kyrkogård tillsammans med Ingrid Wallberg.